# Randa Al-Abdulqader
Randa Hussain Al-Abdulqader (Arabia Saudí, 8 de junio de 2007) es una futbolista saudí que juega como guardameta en el Al-Qadsiah club de la Saudi Women's Premier League.

## Trayectoria
Al-Abdulqader participó en la liga escolar femenina conocida como Dawri Madaris con el equipo de la Escuela Nacional Al Bayan Garden y ganó el premio a la Mejor Portera del torneo, tras la liga escolar, se incorporó a la concentración de las 18 mejores jugadoras de la Liga Escolar Femenina 2023, que se celebró en la capital española Madrid el 1 de marzo de 2024.
El 6 de agosto de 2024, Al-Qadsiah anunció el fichaje de Al-Abdulqader.

## Selección nacional
El 24 de junio de 2024, Al-Abdulqader participó en un programa de entrenamiento de la Federación de Fútbol de Arabia Saudí en España bajo la supervisión del seleccionador español Lluís Cortés.
El 21 de noviembre de 2024, Al-Abdulqader se incorporó a la Arabia Saudí U20 para participar en el Campeonato femenino sub-18 WAFF 2024.

## Clubes
| Club       | País           | Año           |
| ---------- | -------------- | ------------- |
| Al-Qadsiah | Arabia Saudita | 2024-presente |